# Montigny-en-Arrouaise
 Montigny-en-Arrouaise  es una población y comuna francesa, en la región de Picardía, departamento de Aisne, en el distrito de Saint-Quentin y cantón de Bohain-en-Vermandois.

## Demografía
| 347 | 303 | 316 | 296 | 300 | 274 |
| Para los censos de 1962 a 1999 la población legal corresponde a la población sin duplicidades (Fuente: INSEE [Consultar]) |     |     |     |     |     |